# КК Комарно
КК Коморан (слч. Mládežnícky basketbalový klub Komárno) је словачки кошаркашки клуб из Коморана. Из спонзорских разлога пун назив клуба тренутно гласи Рикер Комарно (Rieker Komárno). Тренутно се такмичи у Првој лиги Словачке и у Алпе Адрија купу.

## Историја
Клуб је основан 1991. године. У сезони 2014/15. први пут је освојио национално првенство. Победник Купа Словачке био је 2013. године.
У сезони 2015/16. такмичио се у ФИБА Купу Европе, али је елиминисан већ у првој групној фази. У сезони 2016/17. освојио је Алпе Адрија куп.

## Успеси

### Национални
- Првенство Словачке:
  - Првак (1): 2015.
  - Вицепрвак (3): 2012, 2013, 2016, 2017.

- Куп Словачке:
  - Победник (1): 2013.

### Међународни
- Алпе Адрија куп:
  - Победник (1): 2017.

## Познатији играчи
- Ненад Шуловић